# Guerra civil romana (411-413)
La guerra civil romana entre los años 411 y 413 fue un conflicto bélico que enfrentó al gobierno del Imperio romano de Occidente frente al usurpador Jovino y a este, a su vez, con los visigodos.
Se considera que fue una consecuencia del resultado de la guerra civil que enfrentó a Constantino de Britania contra el gobierno imperial situado en Rávena ya que comenzó pocos meses después de finalizar la misma con la proclamación en la Galia de un alto funcionario del derrotado usurpador: Jovino. Este se tuvo que apoyar en grupos de foederati bárbaros por la escasez de tropas en la Galia y recibió el respaldo de los visigodos dirigidos por Ataúlfo quienes pretendían dominarlo como una marioneta. Cuando esto no ocurrió, estos entablaron negociaciones con el gobierno de Rávena y cambiaron de bando a cambio de suministros y un acuerdo de amistad lo que resultó fatal para Jovino quien, abandonado por sus aliados, fue capturado y ejecutado.

## Antecedentes: la usurpación de Constantino de Britania
En primavera de 407 Constantino de Britania fue proclamado emperador por las tropas romanas en Britania y consiguió, al poco, el respaldo del ejército y buena parte de la aristocracia en las Galias e Hispania que vieron, en él, la mejor opción para hacer frente a la coalición de pueblos danubianos que había atravesado la frontera del Rin en la última noche de 406. Tras dos años de exitosa lucha contra los invasores y el gobierno imperial de Rávena, consiguió controlar a los primeros y ser reconocido por el segundo de tal manera que, para inicios de 409, alcanzó la cima de su poder y tuvo bajo su autoridad la práctica totalidad de la prefectura de las Galias.
La actuación de los invasores del Rin y los problemas internos dentro de su territorio llevaron, sin embargo, a que, en poco menos de dos años, su área de control quedase reducida al este de la Galia y a la frontera del Rin. Esto fue aprovechado por el gobierno imperial para lanzar una campaña miltar contra él en 411 que consiguió poner fin a su usurpación.

## Estallido

### Proclamación de Jovino

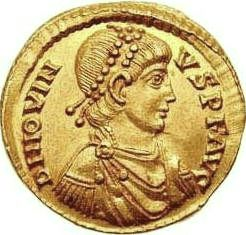
Imagen de Jovino en una moneda. Aprovechó que las tropas imperiales habían marchado a Italia para proclamarse emperador.

Constantino de Britania se había apoyado, durante su gobierno, en buena parte de la élite galorromana de donde salieron los cuadros de altos funcionarios que lo formaron. Cuando fue derrotado, el ejército imperial tuvo que volver a Italia para continuar con su defensa frente a los visigodos y esto permitió un vacío de poder dentro de la Galia que fue aprovechado por su aristocracia para elevar como emperador a uno de ellos: Jovino, quien había sido un alto cargo de Constantino.
Su proclamación se realizó al final del verano de 411 en la ciudad de Mogontiacum situada en la frontera del Rin donde ya quedaban muy pocas tropas romanas después de años de guerra contra los invasores del Rin y el gobierno imperial. Esta escasez de efectivos militares le obligó a buscar el respaldo de contingentes foederati situados en las cercanías: los alanos de Goar, asentados en territorio imperial desde que se cambiasen de bando tras la invasión del Rin, y los burgundios de Gundahario quienes vivían al otro lado del río. Los primeros parece que lo respaldaron con la idea de que se trataba de un emperador legítimo y no un usurpador mientras que los segundos lo hicieron a cambio del derecho de asentarse en el lado romano del río y crear allí su propia entidad política sin sujeción al control imperial.

### Área controlada por Jovino
Con sus aliados bárbaros se trasladó hacia el sur sin resistencia y estableció su capital en Valentia (Valence) ya que las otras dos ciudades importantes en el valle del Ródano —Arlés y Vienne— habían quedado muy dañadas durante la anterior guerra civil protagonizada por Constantino de Britania.
Jovino no tardó en sumar apoyos dentro de la Galia y fue respaldado por las élites civiles de sus dos diócesis (Galias y Siete Provincias). No consiguió, sin embargo, la adhesión de la parte occidental controlada por los bagaudas ni la de los britanorromanos. El área no ocupada por los bárbaros en la diócesis de Hispania tampoco se unió a él y permaneció fiel al gobierno de Honorio. En el sureste, una pequeña parte del territorio escapó a su control, y esto permitió que el prefecto de la Galia —Dardano— permaneciese allí sin huir y que los pasos alpinos que conducían a Italia quedasen abiertos.
Dentro de Italia, con todo, Jovino pudo encontrar un aliado: el godo Saro quien, junto a sus seguidores, había abandonado su alianza con el Imperio y permanecía neutral en la guerra que lo enfrentaba contra los visigodos. Saro decidió unirse a Jovino y marchó con su tropa a la Galia.

## Desarrollo

### Reacción del gobierno imperial
El ejército imperial había podido realizar su campaña para acabar con Constantino gracias a que los visigodos se encontraban en el sur de Italia y no podían amenazar al gobierno de Rávena. Cuando, bajo el mando de Ataúlfo iniciaron su marcha hacia el norte, Flavio Constancio no tuvo más remedio que volver a Italia con todas las tropas para defender la capital. Los visigodos, sin embargo, no se dirigieron hacia Rávena sino que se instalaron al oeste del valle del Po, junto a los pasos alpinos que conducían a la Galia interponiéndose, de esta manera, entre ambos bandos e impidiendo, con ello, un ataque de Honorio contra el usurpador.

### Intervención de los visigodos

Situación del Imperio occidental en el año 413. Jovino consiguió controlar buena parte de la Galia antes de ser derrotado por los visigodos aliados del Imperio.
Zonas de control:
Honorio
Jovino
Heracliano
Britanorromanos
Bagaudas
Burgundios
Visigodos
Alanos, suevos y vándalos

Cuando los visigodos llegaron junto a los Alpes, Alarico ya había muerto y había sido sucedido por Ataúlfo quien continuó con la estrategia de apoyar a un emperador alternativo a Honorio para usarlo como marioneta. Asesorado por Prisco Átalo, el líder visigodo se puso en contacto con Jovino para anunciarle su respaldo militar. Esto presentaba ventajas e inconvenientes para el usurpador: por un lado, la colaboración de los visigodos le protegería de un ataque imperial pero, por otro, desempeñarían un papel dominante en la alianza.
Jovino aceptó el acuerdo y los visigodos atravesaron los Alpes en la primavera de 412 para instalarse en el sur de la Galia. La expectativa de Ataúlfo era, en efecto, que él actuaría según su criterio y el usurpador debía contar con su opinión para cualquier decisión importante tal y como había sido la relación entre Átalo y Alarico. La primera muestra de ello fue el asesinato de Saro quien, al dirigirse con sus hombres a la Galia para unirse a Jovino, fue interceptado y muerto por los visigodos. El usurpador, sin embargo, no estaba dispuesto a desempeñar un papel subordinado y sin consultar con Ataúlfo, nombró coemperador a su hermano Sebastiano, una muestra de independencia que no gustó al visigodo quién vio difícil, entonces, poder dominar a Jovino a su antojo.
Cuando Ataúlfo vio frustrado su plan de controlar a Jovino decidió utilizar su apoyo como moneda de cambio para obtener, así, alguna ventaja del gobierno de Rávena. A finales de 412 entabló negociaciones con la mediación de Dardano y a principios de 413 consiguió que Honorio le ofreciese una gran cantidad de cereal para alimentar a su pueblo además de concluir un tratado de alianza.

### Caída de Jovino

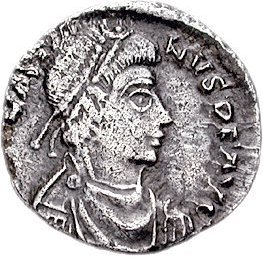
Imagen de Sebastiano en una moneda. Era hermano de Jovino y su nombramiento como co-emperador provocó el cambio de bando de los visigodos.

Tras el acuerdo con Honorio, los visigodos se pusieron en marcha a inicios del verano de 413 y consiguieron capturar a Sebastiano en Arlés tras lo que fue enviado a Dardano quien lo ejecutó. Seguidamente se dirigieron al norte por el valle del Ródano dispuestos a enfrentarse a Jovino y sus aliados burgundios y alanos. Los primeros prefirieron volver al Rin y asegurar su posesión del área que, dentro del territorio romano, les había concedido Jovino. Los segundos, por su parte, abandonaron al usurpador al ver que no era un emperador legítimo y mantuvieron su obediencia al gobierno imperial de Rávena.
Jovino se encerró en Valence con los pocos soldados que le quedaban y fue sitiado por los visigodos. Sus posibilidades de resistir eran nulas y en poco tiempo acordó rendirse. Ataúlfo lo envió prisionero a Dardano junto a varios de sus seguidores. Corrieron la misma suerte que Sebastiano porque fueron ejecutados inmediatamente. Las cabezas de Jovino y Sebastiano fueron exhibidas en Rávena el 30 de agosto de 412 mientras que otro hermano —Salustio— fue capturado por tropas regulares romanas y también ejecutado.

## Consecuencias y acontecimientos posteriores
La consecuencia más notable para el Imperio occidental fue el asentamiento de los burgundios dentro de sus fronteras donde crearon su primer reino e incrementaron, así, el número de pueblos bárbaros instalados en territorio imperial. El enfrentamiento tuvo, con todo, una parte positiva para el Imperio ya que los visigodos abandonaron la península italiana y esto permitió una mejora de la situación estratégica del maltrecho ejército romano dirigido por Flavio Constancio quien aprovechó la situación para pasar a la ofensiva contra ellos.
De acuerdo con el tratado de alianza acordado con los visigodos, el Imperio les permitió asentarse en Aquitania y se comprometió a suministrarles cereales, a cambio les exigió la devolución de Gala Placidia, capturada por ellos en 410. Los prometidos suministros no llegaron ya que el gobierno de Rávena perdió, al poco, el control de la diócesis de África desde donde debían enviarse. Esto llevó a los visigodos a saquear Aquitania y obtenerlos por su cuenta de tal manera que, cuando se recuperó el control de África y se pudo cumplir con el suministro, Ataúlfo prefirió romper el acuerdo y se negó a devolver a la hermana de Honorio.